# 316
Cette page concerne l'année 316  du calendrier julien. Pour l'année 316 av. J.-C., voir 316 av. J.-C. Pour le nombre 316, voir 316 (nombre).
L'année 316 est une année bissextile qui commence un dimanche.

## Événements
- 8 octobre[1] : bataille de Cibalae entre Constantin et Licinius en Pannonie. Licinius est vaincu. Après seconde bataille indécise au campus Ardiensis, sur l'Arda, en Thrace, il doit signer la paix et perd toutes ses possessions d’Europe[2].
- 10 novembre : Constantin fait comparaître devant lui, à Milan, l'évêque de Carthage Caecilianus et ses adversaires les Donatistes et tranche encore en faveur du premier, prenant des mesures contre les schismatiques[3].
- 11 décembre : en Chine, l'empereur Min est capturé par Liu Yao[4]. Les Jin de l'Ouest s'effondrent après la capture de Chang'an par les Xiongnu du Han Zhao.
- Décembre : Licinius nomme Valerius Valens Auguste[5].

- Édit de Constantin en faveur des esclaves : il devient interdit de les punir par la crucifixion et de les marquer au fer rouge au visage (ils peuvent être marqués ailleurs ou porter un collier inamovible)[6].

## Naissances en 316
- Martin de Tours, évêque et saint chrétien (ou en 317).

## Décès en 316
- 3 février : Blaise de Sébaste, évêque martyr.